# 専門学校エステティックビューティー札幌

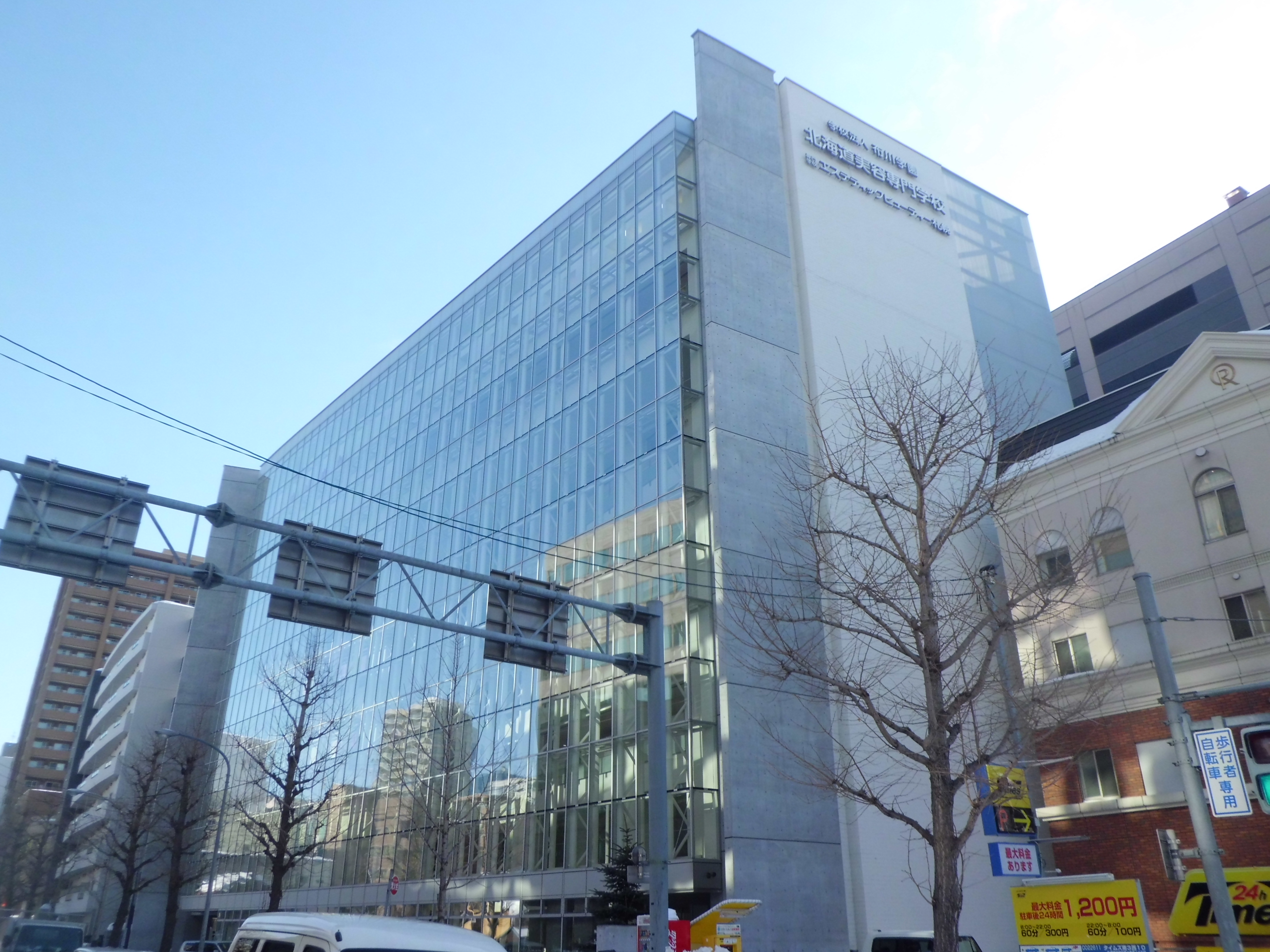
専門学校エステティックビューティー札幌

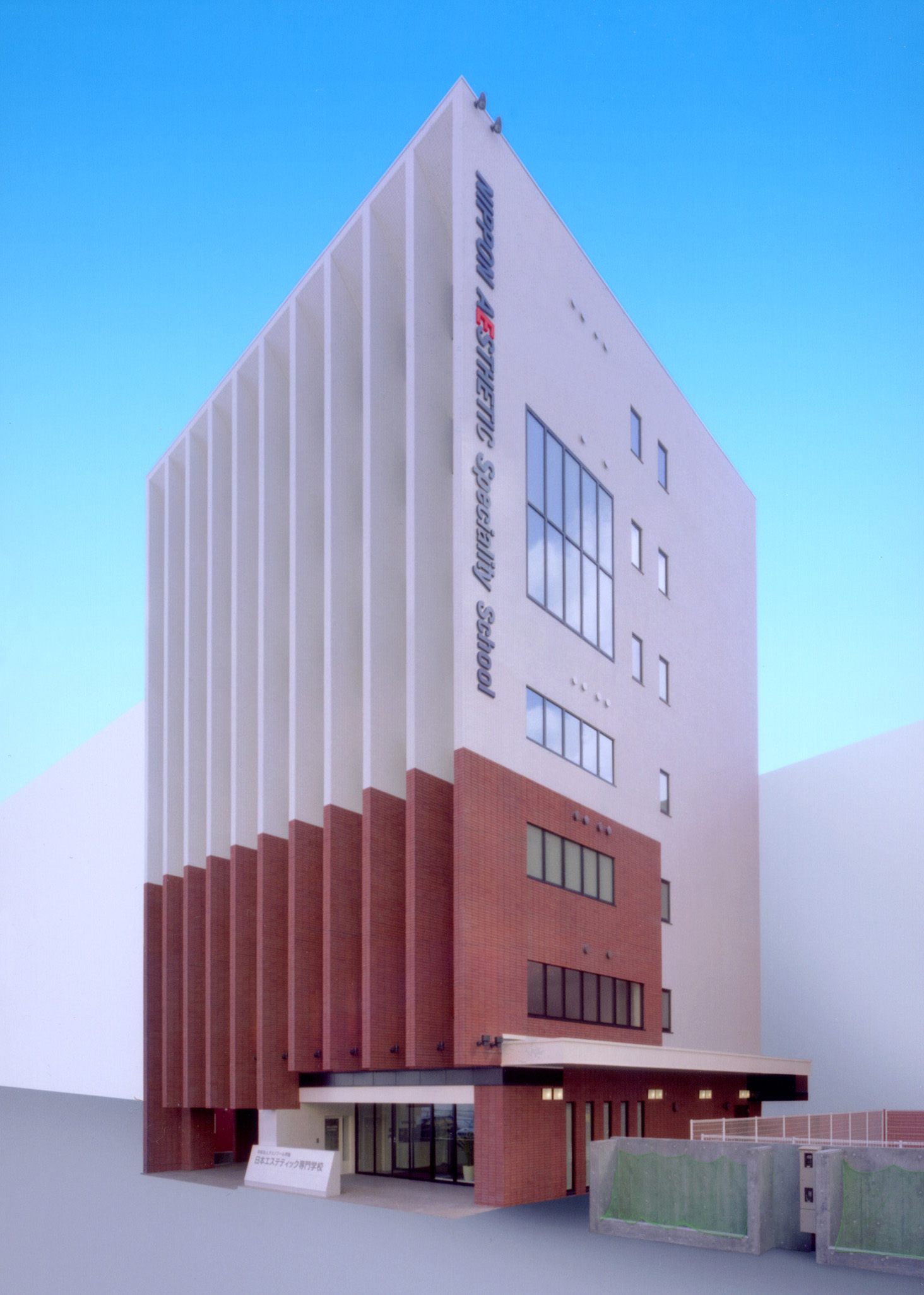
日本エステティック専門学校

専門学校エステティックビューティー札幌（せんもんがっこうエステティックビューティーさっぽろ）は、北海道札幌市中央区にあった専修学校。
学校法人布川学園が運営する単科の専門学校。日本エステティック協会認定校。
北海道美容専門学校と校舎を共用している。

## 沿革
- 1990年 - ニュービジネス専門学校開校
- 2000年 - 創立10周年記念式典
- 2000年 - 日本エステティック協会へ法人加盟
- 2003年 - 日本エステティック専門学校へ校名変更
- 2007年 - 新校舎竣工
- 2007年 - CIDESCOスクール仮認定校となる
- 2008年 - 日本エステティック専門学校の設置者が、学校法人テクノプール学園から学校法人布川学園へ変更
- 2009年4月1日 - 専門学校エステティックビューティー札幌へ校名変更[1]。
- 2020年 - 生徒数の減少などにより閉校[2]

## 設置学科
- 衛生専門課程エステティック学科（2009年4月1日 - 2010年3月31日）
- 衛生専門課程ビューティーエステ科（2010年4月1日 - 2020年3月31日）

## 所在地
- 〒064-0810 札幌市中央区南10条西1丁目（日本エステティック専門学校）
- 〒060-0063　札幌市中央区南3条西10丁目（専門学校エステティックビューティー札幌）